# 아망딘
아망딘(프랑스어: amandine)은 아몬드로 가니시한 음식, 또는 그렇게 하는 요리법을 일컫는 말이다. 흔히 데친 풋강낭콩이나 아스파라거스 등을 셜롯, 마늘 등 향신채와 함께 버터에 소테한 다음 아몬드를 넣고 섞거나, 위에 뿌려 낸다. 구운 송어 등 생선으로 아망딘 요리를 만들기도 한다. 영어권에서는 아몬딘(영어: almondine)으로도 불린다.

## 사진

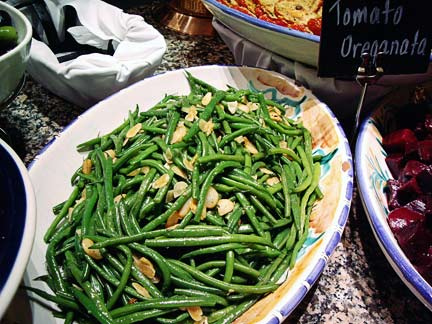
풋강낭콩 아망딘